# شصت و هشتمین مراسم گلدن گلوب
شصت و هشتمین مراسم گلدن گلوب (گوی طلایی) در تاریخ ۱۶ ژانویه ۲۰۱۱ در هتل بورلی هیلتون در بورلی هیلز کالیفرنیا از ساعت ۶ تا ۸ بعد از ظهر در شبکه ان بی سی پخش شد. در این مراسم به برترین آثار سینمایی و تلویزیونی/هنری سال ۲۰۱۰ میلادی جایزه گوی طلایی اهدا شد.

## برندگان و نامزدها
در زیر فهرست نامزدها و برنده‌های جایزه گوی طلایی آمده‌است. (برندگان با حروف درشت مشخص شده‌اند)
- فیلم شبکه اجتماعی با دریافت چهار جایزه (بهترین فیلم، کارگردانی، فیلمنامه و موسیقی متن) بزرگترین برنده گلدن گلوب ۲۰۱۱ بود.
- فیلم سرآغاز، با چهار نامزدی و شکست در هر چهار رده، بزرگترین بازندهٔ گلدن گلوب ۲۰۱۱ بود.
- داستان اسباب بازی ۳ برندهٔ جایزه بهترین پویانمایی و فیلم جونیوس (ساخته دانمارک) جایزه بهترین فیلم غیرانگلیسی‌زبان گلدن گلوب ۲۰۱۱ شدند.
- سریال تلویزیونی امپراتوری بوردواک (ساختهٔ مارتین اسکورسیزی) و گلی به ترتیب گوی طلایی بهترین مجموعه تلویزیونی درام و کمدی را کسب کردند.

| بهترین فیلم | بهترین فیلم |
| درام | موزیکال یا کمدی |
| --- | --- |
| - - شبکه اجتماعی - تلقین - قوی سیاه - مشت زن - سخنرانی پادشاه | - - بچه‌ها حالشان خوب است - آلیس در سرزمین عجایب - برلسک - رد - توریست |
| بهترین اجرای فیلم - درام | |
| بهترین بازیگر مرد | بهترین بازیگر زن |
| - - کالین فرث برای فیلم سخنرانی پادشاه - جسی آیزنبرگ برای فیلم شبکه اجتماعی - جیمز فرانکو برای فیلم ۱۲۷ ساعت - رایان گاسلینگ برای فیلم ولنتاین غمگین - مارک والبرگ برای فیلم مشت‌زن                       | - - ناتالی پورتمن برای فیلم قوی سیاه - هلی بری برای فیلم فرانکی و آلیس - نیکول کیدمن برای فیلم لانه خرگوش - جنیفر لارنس برای فیلم زمستان استخوان‌سوز - میشل ویلیامز برای فیلم ولنتاین آبی    |
| بهترین اجرای فیلم - موزیکال یا کمدی | |
| بهترین بازیگر مرد | بهترین بازیگر زن |
| - - آنت بنینگ برای فیلم بچه‌ها همه روبه‌راه‌اند - ان هتوی برای فیلم عشق و داروهای دیگر - آنجلینا جولی برای فیلم توریست - جولیان مور برای فیلم بچه‌ها همه روبه‌راه‌اند - اما استون برای فیلم مثل آب خوردن       | - - پل جیاماتی برای فیلم نسخهٔ بارنی - جانی دپ برای آلیس در سرزمین عجایب (فیلم ۲۰۱۰) - جانی دپ برای فیلم توریست - جیک جیلنهال برای فیلم عشق و داروهای دیگر - کوین اسپیسی برای فیلم کازینو جک |
| بهترین اجرای برای نقش مکمل در فیلم- درام، موزیکال یا کمدی | |
| بهترین بازیگر نقش مکمل مرد | بهترین بازیگر نقش مکمل زن |
| - - کریستین بیل – مشت‌زن - مایکل داگلاس – وال استریت: پول هرگز نمی‌خوابد - اندرو گارفیلد – شبکه اجتماعی - جرمی رنر – شهرک - جفری راش – سخنرانی پادشاه                                                      | - - ملیسا لیو برای فیلم مشت‌زن - ایمی آدامز برای فیلم مشت زن - هلنا بونهام کارتر برای فیلم سخنرانی پادشاه - میلا کونیس برای فیلم قوی سیاه - جکی ویور برای فیلم قلمرو حیوانات                 |
| بهترین کارگردانی | بهترین فیلمنامه |
| - - دیوید فینچر برای کارگردانی شبکه اجتماعی - دارن آرنوفسکی برای کارگردانی قوی سیاه - کریستوفر نولان برای کارگردانی تلقین - تام هوپر برای کارگردانی سخنرانی پادشاه - دیوید او. راسل برای کارگردانی مشت‌زن | - - شبکه اجتماعی - ۱۲۷ ساعت - تلقین - بچه‌ها همه روبه‌راه‌ند - سخنرانی پادشاه |

## نامزدها - تلویزیون
| بهترین مجموعه تلویزیونی | بهترین مجموعه تلویزیونی |
| درام | کمدی یا موزیکال |
| --- | --- |
| - امپراتوری بوردواک - دکستر - همسر خوب - مد مت - مرده متحرک | - گلی - ۳۰ راک - تئوری بیگ بنگ - سی بزرگ - خانواده امروزی - پرستار جکی |
| بهترین اجرا در تلویزیون - درام | |
| بازیگر مرد | بازیگر زن |
| - استیو بوسمی – تفرجگاه شاهانه به عنوان نکی تامسون - برایان کرانستون – برکینگ بد به عنوان والتر وایت - مایکل سی هال – دکستر به عنوان دکستر مورگان - جان هم – مردان دیوانه به عنوان دن دراپر - هیو لوری – دکتر هاوس به عنوان دکتر گرگوری هاوس      | - کیتی سیگال – فرزندان آشوب به عنوان گما تلر مارلو - جولیانا مارگولیس – همسر خوب به عنوان آلیشیا فلوریک - الیزابت ماس – مردان دیوانه به عنوان پگی السون - پایپر پرابو – امور پنهانی به عنوان انی واکر - کیرا سجویک – نزدیک‌تر به عنوان برندا لی جانسون |
| بهترین اجرا در سریال موزیکال یا کمدی | |
| بازیگر مرد | بازیگر زن |
| - جیمز پارسونز – نظریه بیگ بنگ به عنوان شلدون کوپر - الک بالدوین – ۳۰ راک به عنوان جک دوناگی - استیو کارل – دفتر به عنوان مایکل اسکت - توماس جین – هانگ به عنوان ری دکر - متیو موریسون – گلی به عنوان ویل شوستر                                   | - لورا لینی – سی بزرگ به عنوان کیتی جیمسون - تونی کولت – ایالات متحده تارا به عنوان تارا گرگسون - ادی فالکو – پرستار جکی به عنوان جکی پیتون - تینا فی – ۳۰ راک به عنوان لیز لمون - لی میشل – گلی به عنوان ریچل بری                                    |
| بهترین اجرا در مینی سری یا تله فیلم | |
| بازیگر مرد | بازیگر زن |
| - آل پاچینو – تو جک را نمی‌شناسی به عنوان جک کورکیان - ادریس البا – لوتر به عنوان کارآگاه جان لوتر - یان مک‌شین – میخ‌های زمین به عنوان والرن بایگاد - دنیس کواید – رابطه خاص به عنوان بیل کلینتون - ادگار رامیرز – کارلوس به عنوان کارلوس           | - کلیر دانس – تمپل گراندین به عنوان تمپل گراندین - هایلی اتول – میخ‌های زمین به عنوان آلینا - جودی دنچ – بازگشت به کرانفورد به عنوان متیو جنکینز - رومولا گارای – اما به عنوان اما وودهاوس - جنیفر لاو هیوت – فهرست مشتریان به عنوان سامانتا هورتون    |
| بهترین بازیگران مکمل - سریال‌ها | |
| بازیگر مرد | بازیگر زن |
| - کریس کولفر – گلی به عنوان کرت هامل - اسکات کان – هاوایی فایو-۰ به عنوان دنی ویلیامز - کریس نوت – همسر خوب به عنوان پیتر فلوریک - اریک استون‌استریپ – خانواده امروزی به عنوان کامرون توکر - دیوید استراتین – تمپل گراندین به عنوان پروفسور کارلوک | - جین لینچ – گلی به عنوان سو سیلوستر - هوپ دیویس – رابطه خاص به عنوان هیلاری کلینتون - کلی مک‌دونالد – تفرجگاه شاهانه به عنوان مارگارت شرودر - جولیا استیلز – دکستر به عنوان لومن پیرس - سوفیا ورگارا – خانواده امروزی به عنوان گلوریا دلگادو-پریچت    |
| بهترین مینی سری، یا فیلم تلویزیونی | |
| - کارلوس - پاسیفیک - میخ‌های زمین - تمپل گراندین - تو جک را نمی‌شناسی | |